# ニューウェルブランズ・ジャパン
ニューウェルブランズ・ジャパン合同会社は、東京都港区芝浦に本社を置くベビーカーを中心とした育児用品製造販売をおこなう会社である。2008年4月1日、アップリカ葛西（アップリカかっさい）株式会社より全事業を譲渡された。
コンビとならぶベビー用品の日本2大メーカーである。

## 沿革
- 1947年、前身会社であるアップリカ葛西創業（設立は1958年）
- 1949年、ベビーカーの第1号作品を発表
- 1968年、世界に先駆けてファッション性を重視した育児用品や子供用乗り物を開発、イタリアのジョルダーニと育児用品で提携
- 1976年、医学と育児用品の関係を解明するための団体「アップリカ育児研究会」設立
- 1980年、超高齢化社会へ向けた取り組みとして「アップリカヒューマンライフ研究会・お年より研究会」（後のアップリカヒューマンウェルの母体）設立
- 1983年、ベビーカーで世界最高水準を誇る奈良工場増築完成
- 1987年、日本工業規格の「自動車用幼児拘束装置」製造工場の指定を受ける
- 1988年、アメリカ合衆国・ヨーロッパ・オーストラリア・台湾の各国・地域に工場や現地法人を設立
- 1989年3月、本社ビル「アップリカマザーシップギャラリー」完成
- 1991年、老人介護などの機器を開発するアップリカヒューマンウェル社を設立、厚生省（現・厚生労働省）から在宅機器開発研究会委員の指定を受ける
- 1992年、内藤寿七郎が「シュバイツァー人間愛賞」を受賞
- 1993年、関西の優秀な中堅企業に対する「パイオニア・オブ・ザ・イヤー」を受賞
- 1994年、葛西健蔵社長「黄綬褒章」受章
- 1995年、尚和株式会社設立、7月、住吉区の老人ホーム「アップリケアー」着工、12月、葛西社長、アルベール・シュバイツァー人間愛協会主催「生命への畏敬賞」受賞
- 1997年、内藤寿七郎国際育児賞を設立し、その第1回特別賞をマザー・テレサに贈る
- 2002年、アップリカ乳児行動発達学研究所を開設
- 2003年、「赤ちゃんの脳と呼吸を守り生涯の幸せを追求する幸せ運動」と題した年間キャンペーンを展開
- 2007年、アップリカ葛西、長年にわたる不適切な決算処理を訂正、数十億円の特別損失を計上して債務超過に陥る
- 2008年
  - 2月、アメリカ大手日用品メーカーのニューウェル・ラバーメイド（英語版）社がアップリカ葛西への経営支援を発表
  - 4月、アップリカ葛西より全事業の譲渡を受ける
  - 7月、製造したベビーカーの不具合による事故が多発。経済産業省より行政指導を受ける
- 2013年、空気を全く通さないベビーカーの座面を「通気性バツグン」と広告表示し、消費者庁より景品表示法違反（優良誤認）の措置命令を受ける
- 2015年、アップリカ・チルドレンズプロダクツ合同会社に改組。
- 2017年10月21日、葛西健蔵が91歳で逝去。
- 2019年、値引販売している小売店への価格拘束や出荷停止に対して、公正取引委員会から独占禁止法違反として排除措置命令を受ける
- 2020年1月1日、商号をニューウェルブランズ・ジャパン合同会社へ変更。本社を大阪市中央区から東京都港区へ移転
- 2022年1月　キャンプメーカーのコールマンジャパン株式会社を統合。社内のコールマン事業部にてキャンプメーカー事業を運営。[1]

## 社名のアップリカの由来
イタリア語「APRICO」が「明るい太陽の当たった」という意味で、これのCOの部分を家を意味する「CASA」の冒頭「CA」に差し替えて「太陽が燦燦と当たる温かい家を指し、温かい心を持った子どもたちに育ってほしい」という願いを込めた、としている。しかし実際は「林檎の車」すなわち、日本人の新生児期の肌の色の特徴である"赤"（=林檎の赤）、赤ちゃんの顔のような形（丸くてぽっちゃり）、の乗る車（カー）で「APPLE+CAR=Aprica」（アップル・カーが転じてアップリカ）とする説が有力であり、事実、現在の商標上の綴りは現在"Aprica（アップリカ）"であるが、アップリカ葛西株式会社の前身会社、創業期の「葛西商店株式会社」の頃に販売されていたベビーカーには「Apricar（末尾にｒがつく）」のロゴが使用されており、当時のカタログにも「Apricar（アップリカー）」と林檎のイラストが明記されている。

## 関連
初代社長の葛西健蔵は鉄腕アトムの商品（アトムの顔のついた育児器具）を扱い、その関連で手塚治虫の虫プロ商事及び虫プロ倒産（1972年）の際には、自ら債権者でありながら債務返済・整理に当たり、手塚はその恩を語っている。

## 店舗展開
- 本店・本社  東京都港区芝浦4-9-25 芝浦スクエアビル
- 東京都銀座店、代官山店
- 国際育児幸せ財団研究センター・アップリカ中央研究所（奈良市）

## 主な商品
ベビー用品（チャイルドシート・ベビーカー・おまる・哺乳瓶・おしゃぶり・食器など）・福祉用品（シルバーカー・ポータブルトイレなど）
皇室では敬宮愛子内親王の乳幼児期にベビーカーが使われた。